# Santiago Cacaloxtepec
Santiago Cacaloxtepec è un comune del Messico, situato nello stato di Oaxaca.